# 加夫列尔·米利托
加夫列尔·亚历杭德罗·米利托（西班牙語：Gabriel Alejandro Milito，1980年9月7日—），已退役阿根廷足球運動員，司職中堅，曾效力西班牙班霸巴塞罗那。他是迪亞高·米列圖的弟弟。现为巴甲球队明尼路的主教练。

## 生平

### 球會
這名球員出身於阿根廷聯賽球會独立队，曾受到當時防守極度不振，急需尋找具質素後衛加盟的西甲超級球會皇家馬德里斟介。但官方消息指，米列圖在體能測試中驗出有傷患，未能通過檢查，結果沒有轉會。西班牙輿論普遍認為，簽下米列圖與皇家馬德里所奉行的星級政策不相符，故此最後放棄米列圖，令米列圖一度找不到新球會落班。
其後他改投了西班牙中型班球會薩拉戈薩。2005-07年間，加布里埃尔·米利托與踢前鋒的兄長迪亞高·米列圖曾經一起為薩拉戈薩效力。
至2007年7月10日，西班牙超級球會巴塞罗那成功以2050萬歐元(約1390萬英鎊)轉會費收購加布里埃尔·米利托，成為巴塞羅那的核心。

### 國家隊
米列圖曾隨阿根廷國家隊出席2006年世界杯，但是卻難逃在八強淘汰出局之厄運。

## 外部連結
- Soccerway資料庫：加夫列尔·米利托